# 2 (numero)

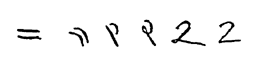
L'evoluzione del numero due dagli Indiani agli Europei

Due (indoeuropeo *d(u)uō; cf. latino duo, greco δύο, sanscrito dvá, gotico twai, antico irlandese dō, armeno erku) è il numero naturale dopo l'1 e prima del 3.

## Proprietà matematiche
- È un numero pari.
- È un numero difettivo.
- È il primo numero primo, e l'unico numero pari primo (gli altri sono tutti dispari, in quanto tutti gli altri numeri pari sono divisibili per 2). Il noto informatico Donald Knuth ha detto: «All primes are odd except 2, which is the oddest of all». È una battuta di spirito basata sul fatto che in inglese odd significa sia "dispari" che "strano". In italiano potrebbe essere tradotta così: "Tutti i primi sono dispari tranne 2, che è il più strano di tutti".
- La sua radice √2 è stata il primo numero irrazionale conosciuto.
- Il campo minimo ha sempre almeno 2 elementi.
- È il primo numero di Smarandache-Wellin in qualunque base.
- È un numero primo di Sophie Germain.
- È un numero primo di Eisenstein.
- Nella congettura di Goldbach si afferma che ogni numero pari maggiore di 2 è la somma di 2 numeri primi.
- È un numero di Harshad completo, ovvero è numero di Harshad in qualunque base sia espresso.
- È il terzo (o quarto, se si parte dallo zero) numero della ricorsiva successione o serie di Fibonacci, dopo l'1 e prima del 3.
- È un numero della successione Tetranacci.
- È la base del sistema di numerazione binario, usato internamente da quasi tutti i calcolatori.
- È un numero idoneo.
- È un numero di Ulam.
- È un numero di Catalan.
- È un numero di Wedderburn-Etherington.
- È un numero rifattorizzabile o tau, essendo divisibile per il numero dei suoi divisori.
- È un numero intoccabile, non essendo la somma dei divisori propri di nessun altro numero.
- È il primo numero altamente cototiente e scarsamente totiente (l'unico ad essere entrambe le cose), ed è anche un numero altamente totiente.
- È il secondo termine della successione di Mian-Chowla.
- È un numero strettamente non palindromo.
- Con un'unica eccezione, tutte le soluzioni conosciute al problema di Znám cominciano con 2.
- Un numero è divisibile per due (è cioè pari) se e solo se la sua ultima cifra è pari, e se questa condizione viene soddisfatta l'intero numero è pari (in particolare, tutti i multipli scritti in sistema decimale finiranno per 0, 2, 4, 6 o 8).
- È il fattoriale di 2 ed insieme all'uno è l'unico numero per cui vale l'uguaglianza x=x!.
- È il primo numero pari dopo lo zero.
- È l'unico numero sul quale eseguendo un'iperoperazione di grado s si ottiene sempre 4, per qualsiasi s in {\displaystyle \mathbb {N} }. (Fonte)
- È la somma di due uno a qualsiasi potenza, 2 = 1n + 1m.
- Si può scrivere come il logaritmo in base n di tutti i numeri dispari da 1 a 2n−1: {\displaystyle 2=log_{n}(\sum _{k=0}^{n-1}2k+1)}. La base appartiene a {\displaystyle N}  però deve essere {\displaystyle n\geq 2}
- È il primo numero della successione di Lucas.
- La somma di un qualsiasi numero naturale ed il suo reciproco è sempre maggiore o uguale a 2.
- È un numero pratico.
- È un numero di Perrin.
- È un numero intero privo di quadrati.
- È un numero odioso.
- È un numero oblungo, ovvero della forma n(n+1), ed è l'unico ad avere questa caratteristica pur essendo anche un numero primo.
- È un numero poligonale centrale.
- È un termine della successione di Padovan.
- In un qualsiasi spazio euclideo {\displaystyle n}-dimensionale 2 punti distinti determinano una linea.

## Chimica
- È il numero atomico dell'Elio (He).

## Astronomia
- 2P/Encke è una cometa periodica del sistema solare
- 2 Pallas è il nome del secondo asteroide ad essere stato scoperto.
- M2, l'oggetto numero 2 del Catalogo di Messier, è un ammasso globulare nella costellazione dell'Aquario.
- NGC 2 è una galassia a spirale della costellazione di Pegaso.

## Astronautica
- Cosmos 2 è un satellite artificiale russo.

## Simbologia
- I Pitagorici consideravano il 2 un numero femminile, come tutti i numeri pari.
- Il 2 rappresenta il Verbo, la Sapienza e la Parola Divina.[1]

### Smorfia
- Nella smorfia il numero 2 è la bambina.

### Giochi
- Il due è uno dei modi in cui viene chiamata una variante del gioco della briscola, la "briscola chiamata".
- Il due di briscola è superato da tutte le altre carte del seme di briscola; per ciò si dice "contare come il due di briscola", per dire: non avere importanza alcuna.
- Il due di picche è carta notoriamente di valore basso e quindi poco piacevole da ricevere; per ciò si dice "dare il due di picche" per significare "dare un dispiacere", in particolare per indicare il rifiuto di una persona del sesso opposto in ambito amoroso.
- Nel gioco del totocalcio indica la sconfitta della squadra di casa.
- Nel gioco del totip indicava un cavallo appartenente ad uno dei tre gruppi in cui venivano suddivisi i partecipanti ad una corsa (gli altri gruppi erano 1 e X).

## Convenzioni

### Sport

#### Calcio
- Nella numerazione base del calcio a 11 il 2 spetta al terzino destro.

#### Canottaggio
- Due di coppia, imbarcazione olimpica
- Due senza, imbarcazione olimpica
- Due con, imbarcazione presente alle varie manifestazioni internazionali, ma non più nel programma dei Giochi olimpici dal 1996

#### Pallacanestro
Le seguenti squadre di pallacanestro della NBA hanno ritirato la maglia numero 2:
- Boston Celtics, in omaggio a Red Auerbach
- Denver Nuggets, in omaggio a Alex English
- Detroit Pistons, in omaggio a Chuck Daly (ricordando i due campionati vinti dai Pistons con Daly in panchina)
- Milwaukee Bucks, in omaggio a Junior Bridgeman
- Minnesota Timberwolves, in omaggio a Malik Sealy
- Sacramento Kings, in omaggio a Mitch Richmond

#### Rugby
Nel rugby a 15 la maglia numero 2 è indossata dal tallonatore.

## Cinema
- Due - film del 2019 diretto da Filippo Meneghetti

## Musica
- Il secondo album dei Led Zeppelin è intitolato semplicemente II.
- Il secondo album della band hard rock torinese Elektradrive si chiama Due.
- Due, album di Mario Biondi del 2011
- Due è il titolo della canzone del cantautore Raf

## Fumetti
- Due è il gemello malvagio di Uno nel fumetto PKNA.

## Termini derivati e collegati
- Molecola biatomica
- Bilinguismo
- Binocolo
- Numerazione binaria
- Operatore binario
- Biossido
- Bipartizione
- Legame bivalente
- Bivio
- Diammina
- Dianilide
- Diarchia
- Diazepina
- Dibranchiato
- Verso dicatalettico
- Dicotiledone
- Dicotomia
- Dicroismo
- Dicromia
- Dieresi
- Diglossia
- Dilemma
- Dimetile
- Gruppo dimetrico
- Diodo
- Diploma
- Diplopode
- Dipolo
- Diramazione
- Dischidia
- Disolfuro
- Tempio distilo
- Dittongo
- Dualismo
- Dualità
- Regno delle Due Sicilie
- Duello
- Duetto
- Duo